# ستاره دریایی هفت‌بازو
ستاره دریایی هفت‌بازو (نام علمی: Luidia ciliaris) نام یک گونه از رده ستاره دریایی است.